# Tamer Kiran
Pour les articles homonymes, voir Tamer.
 (février 2013).
Le Tamer Kiran est un navire de charge polyvalent sorti des chantiers navals turcs Gemak en 1983. Il est la propriété du groupe Kiran, basé à Istanbul, et navigue sous pavillon turc.

## Histoire
Le Tamer Kiran est connu pour avoir participé, entre avril 2002 et mai 2002, au sauvetage de l’Ince Express, qui s'était échoué le 22 avril 2002 près de Jizan (Arabie saoudite), son intervention de transbordement ayant permis de sauver le navire.